# Kazachse voetbalbeker 2001
2001 was het tiende seizoen van de Beker van Kazachstan. De 17 deelnemende ploegen streden van 5 mei t/m 17 november in een knock-outsysteem. Alle rondes (behalve de finale) bestonden uit een heen- en een terugwedstrijd. Na vijf seizoenen werd het bekertoernooi weer een zomercompetitie, zodat het jaar 2001 twee bekerwinnaars kent.

## Eerste ronde
De wedstrijden werden gespeeld op 5 en 13 mei 2001.
| Thuisclub       | Uitslag | Uitslag | Uitclub                   |
| --------------- | ------- | ------- | ------------------------- |
| Aqtöbe-Lento FK | 1-1     | 0-2     | Atıraw FK                 |
| vrijgeloot      |         |         | Dostıq FK Şımkent         |
| vrijgeloot      |         |         | Ekibastuzec-NK Astana FK  |
| vrijgeloot      |         |         | Elimay FK Semey           |
| vrijgeloot      |         |         | Ertis FK Pavlodar         |
| vrijgeloot      |         |         | Esil FK Kökşetaw          |
| vrijgeloot      |         |         | Esil-Bogatır FK Petropavl |
| vrijgeloot      |         |         | Jenïs FK Astana           |
| vrijgeloot      |         |         | Jetisu FK Taldıqorğan     |
| vrijgeloot      |         |         | Mañğıstaw Aqtaw FK        |
| vrijgeloot      |         |         | Qayrat FK Almatı          |
| vrijgeloot      |         |         | Qaysar FK Qızılorda       |
| vrijgeloot      |         |         | Şaxter-Ïspat-Karmet FK    |
| vrijgeloot      |         |         | Taraz FK                  |
| vrijgeloot      |         |         | Tobıl FK Qostanay         |
| vrijgeloot      |         |         | Vostok-Altın FK Öskemen   |

## Achtste finale
De wedstrijden werden gespeeld op 22 & 26 mei 2001.
| Thuisclub                | Uitslag | Uitslag | Uitclub                   |
| ------------------------ | ------- | ------- | ------------------------- |
| Dostıq FK Şımkent        | 3-0     | 1-6     | Esil-Bogatır FK Petropavl |
| Ekibastuzec-NK Astana FK | 1-0     | 0-3     | Esil FK Kökşetaw          |
| Ertis FK Pavlodar        | 1       |         | Jetisu FK Taldıqorğan     |
| Jenïs FK Astana          | 1-1     | 1-0     | Şaxter-Ïspat-Karmet FK    |
| Qaysar FK Qızılorda      | 3-0     | 1-2     | Mañğıstaw Aqtaw FK        |
| Taraz FK                 | 1-2     | 0-1     | Qayrat FK Almatı          |
| Tobıl FK Qostanay        | 3-0     | 1-3     | Elimay FK Semey           |
| Vostok-Altın FK Öskemen  | 1-1     | 0-2     | Atıraw FK                 |

1 Jetisu FK Taldıqorğan trok zich terug.

## Kwartfinale
De wedstrijden werden gespeeld op 27 oktober & 1 november 2001.
| Thuisclub           | Uitslag | Uitslag | Uitclub                   |
| ------------------- | ------- | ------- | ------------------------- |
| Ertis FK Pavlodar   | 0-0     | 1-2     | Qayrat FK Almatı          |
| Jenïs FK Astana     | 3-1     | 1-2     | Esil FK Kökşetaw          |
| Qaysar FK Qızılorda | 1-1     | 0-4     | Atıraw FK                 |
| Tobıl FK Qostanay   | 3-1     | 2-2     | Esil-Bogatır FK Petropavl |

## Halve finale
De wedstrijden werden gespeeld op 6 & 11 november 2001.
| Thuisclub        | Uitslag | Uitslag | Uitclub           |
| ---------------- | ------- | ------- | ----------------- |
| Jenïs FK Astana  | 3-1     | 1-0     | Tobıl FK Qostanay |
| Qayrat FK Almatı | 1-0     | 1-0     | Atıraw FK         |

## Finale
|                  |                                         |       |                 |                                                                                |
| 17 november 2001 | Qayrat FK Almatı                        | 3 - 1 | Jenïs FK Astana | Almatı Ortalıq Stadïon Toeschouwers: 10.000 Scheidsrechter: A. Borïsov (Semey) |
| 17 november 2001 | Alïev 45 (pen.) Buleşev 52' Agabaev 75' | KFF   | Aksenov 31'     | Almatı Ortalıq Stadïon Toeschouwers: 10.000 Scheidsrechter: A. Borïsov (Semey) |